# داستان او
داستان او (به انگلیسی: Her Story) یک بازی ویدئویی در سبک اینتراکتیو مووی، به نویسندگی و کارگردانی سم بارلو (خالق بازی سایلنت هیل: ریشه‌ها و سایلنت هیل: یادگارهای خردشده) است. این بازی در ۲۴ ژوئن ۲۰۱۵ برای مایکروسافت ویندوز، اواس ده و آی‌اواس، و یکسال بعد برای سیستم‌عامل اندروید منتشر شده است.
در ژوئن ۱۹۹۴، خبر مفقودالاثر شدن همسر یک زن بریتانیایی به او گزارش می‌شود. سپس وضعیت به پرونده قتل تبدیل شده و مورد بررسی قرار می‌گیرد. در بازی هر استوری برای حل معماها به بازیکن فرصت مشاهدهٔ نزدیک به سیصد ویدیوکلیپ داده می‌شود و داستان کامل بازی تنها زمانی پدیدار می‌شود که تک تک ویدئوکلیپ‌ها از طریق حدس و گمان کشف شده باشند.هِر استوری بسیار مورد تقدیر گرفت و به‌طور کلی نقدهای مثبتی دریافت نمود. در اوت ۲۰۱۹، دنباله معنوی این بازی تحت عنوان تلینگ لایز عرضه شد.

## بازتاب‌ها
| گردآورنده  | امتیاز |
| ---------- | ------ |
| گیم‌رنکینگز | ۸۶٫۲۶٪ |
| متاکریتیک  | ۸۶/۱۰۰ |

| ناشر         | امتیاز |
| ------------ | ------ |
| گیم اینفورمر | ۸٫۵/۱۰ |
| گیم‌اسپات     | ۸/۱۰   |
| آی‌جی‌ان       | ۸٫۵/۱۰ |

هِر استوری نقدهای مثبتی از وبگاه‌های مختلف دریافت نمود، و با میانگین امتیاز ۸۶٫۲۶٪ در وبگاه گیم‌رنکینگز و ۸۶ از ۱۰۰ در وبگاه متاکریتیک قرار دارد.